# 劉世盛
劉世盛（1489年—1533年），字子謙，别號封龍山人，直隸真定府趙州人，民籍，明朝政治人物。

## 生平
正德八年（1514年）癸酉科順天府鄉試第二十四名舉人。正德十二年（1517年）中式丁丑科會試第四十八名，登第二甲第二十二名進士。選翰林院庶吉士。相繼丁内外艰。正德十六年（1521年）丁憂服闕，授編修。嘉靖二年（1523年）十二月復除编修，四年六月以《武宗实录》修成，賜金币、文綺、罗衣，进修撰，六年謫宁国府推官，俄改太平府，年垂四十，未有子，以病辞官归乡，嘉靖十二年卒，得年四十五。

## 家族
曾祖劉政，曾任承事郎；祖父劉鶚，曾任知縣；父劉琮，母薛氏，故南京户部员外郎薛珪之女。具庆下。兄世隆。弟世賢、世良。配周氏，所生唯一女，适钜鹿杨景英之子。